# Mała Nieszawka
Mała Nieszawka est un village de Pologne situé dans la gmina (commune) de Wielka Nieszawka, en Couïavie-Poméranie.